# Lycosoides lehtineni
Lycosoides lehtineni là một loài nhện trong họ Agelenidae.
Loài này thuộc chi Lycosoides. Lycosoides lehtineni được Yuri M. Marusik & Guseinov miêu tả năm 2003.